# Reiner Hildebrandt
Reiner Hildebrandt (* 21. März 1933 in Hachenburg; † 6. Mai 2025 in Marburg) war ein deutscher Germanist. Als Professor beschäftigte er sich mit der Linguistik und Dialektologie des Deutschen und der älteren deutschen Philologie.

## Leben
Reiner Hildebrandt wurde 1933 als Sohn eines evangelischen Pfarrers in Hachenburg im Westerwald geboren. Aufgewachsen ist er in Rüdesheim am Rhein, im Nachbarort Geisenheim besuchte er das Gymnasium. In Marburg und kurzzeitig in Bonn studierte er Germanistik, evangelische Theologie und Psychologie. 1961 legte er das Erste Staatsexamen für das Lehramt an Gymnasien ab und wurde im selben Jahr mit einer Arbeit über die Wortgeschichte der Töpferware im Deutschen zum Dr. phil. promoviert. 1970 habilitierte er sich mit einer Arbeit über das Summarium Heinrici.
Ab 1971 war er Professor an der Philipps-Universität Marburg, wo er 1974 bis 1979 und erneut 1995 bis 1998 das Forschungszentrum Deutscher Sprachatlas als geschäftsführender Direktor leitete. Dort redigierte er die abschließenden fünf Bände des von Walther Mitzka begründeten Deutschen Wortatlas in 22 Bänden (1951–1980) und war Mitherausgeber der 1961 begründeten Reihe Deutscher Sprachatlas: Regionale Sprachatlanten.
Am 2. Februar 2000 verabschiedete er sich in Marburg mit einer Vorlesung in den Ruhestand.
Aufbauend auf seiner Habilitation gab er zwischen 1974 und 1995 das Summarium Heinrici in einer dreibändigen textkritischen Edition heraus. Nachfolgend wies er in mehreren Arbeiten die Benutzung des Summariums durch Hildegard von Bingen nach und gab zwischen 2010 und 2014 zusammen mit Thomas Gloning auch deren Naturkunde in drei Bänden heraus.
Anlässlich seines 70. Geburtstages wurde 2003 eine zweibändige Anthologie mit rund 50 Beiträgen seit 1964 veröffentlicht, wobei der erste Band Linguistisches und Sprachgeschichtliches sowie Wortgeographie behandelt und der zweite Textphilologie und Wortgeschichte (inkl. den Arbeiten zum Summarium Heinrici und zu Hildegard von Bingen).
Hildebrandt war Korrespondierendes Mitglied der schwedischen Königlichen Gesellschaft der Wissenschaften zu Uppsala.
Am 13. Mai 2025 wurde er auf dem Marburger Friedhof am oberen Rothenberg beigesetzt.

## Schriften (Auswahl)
- Ton und Topf. Zur Wortgeschichte der Töpferware im Deutschen. Dissertation, Marburg 1961.
  - gedruckt als Band 30 der Reihe Beiträge zur deutschen Philologie. Schmitz, Gießen 1963.
- Zur Etymologie des Kreisels. In: Zeitschrift für Mundartforschung, 31. Jahrg., H. 2/3 (1964), S. 239–243
- Der Käfer. Dialektgeographische Notizen. In: Zeitschrift für Mundartforschung, 32. Jahrg., H. 3/4 (1965), S. 311–318
- Deutscher Wortatlas: Probleme der Kartentechnik und Interpretation. In: Zeitschrift für Mundartforschung, 34. Jahrg., H. 1 (1967), S. 44–54
- Der Deutsche Wortatlas als Forschungsmittel der Sprachsoziologie. In: Walther Mitzka (Hrsg.): Wortgeographie und Gesellschaft. Festgabe für Ludwig Erich Schmitt zum 60. Geburtstag am 10. Februar 1968. De Gruyter, 1968, ISBN  978-3-110-00380-2, S. 149–169
- als Redakteur: Deutsche Wortforschung in europäischen Bezügen. Band 5: Untersuchungen zum "Deutschen Wortatlas". Schmitz, Gießen 1968.
- als Redakteur: Deutsche Wortforschung in europäischen Bezügen. Band 6/1: Diatopik eines Wortschatzes nach Sachgruppen. Dialektuntersuchung des Kreises Liebenwerda. Textband. Schmitz, Gießen 1972.
- als Redakteur: Deutsche Wortforschung in europäischen Bezügen. Band 6/2. Diatopik eines Wortschatzes nach Sachgruppen. Dialektuntersuchung des Kreises Liebenwerda. Karten- und Registerband. Schmitz, Gießen 1972.
- Zu einer Textausgabe des 'Summarium Heinrici': Der Erlanger Codex (V). In: Zeitschrift für deutsches Altertum und deutsche Literatur, 101. Bd., H. 4 (1972), S. 289–303
- Summarium Heinrici, textkritische Edition in drei Bänden (1974–1995)
  - Band 1: Textkritische Ausgabe der ersten Fassung Buch I–X. De Gruyter, 1974, ISBN 978-3-110-03750-0
    - Rezension: Werner Wegstein in Zeitschrift für deutsches Altertum und deutsche Literatur, 106. Bd., H. 1 (1977), S. 8–15
    - Rezension: Wolfgang Kleiber in Zeitschrift für Dialektologie und Linguistik, 45. Jahrg., H. 1 (1978), S. 108–109

  - Band 2: Textkritische Ausgabe der zweiten Fassung Buch I–VI sowie des Buches XI in Kurz- und Langfassung. De Gruyter, 1982, ISBN 978-3-110-07915-9
    - Rezension: Wolfgang Kleiber in Zeitschrift für Dialektologie und Linguistik, 53. Jahrg., H. 2 (1986), S. 216–220

  - Band 3 (mit Klaus Ridder): Wortschatz. Register der deutschen Glossen und ihrer lateinischen Bezugswörter auf der Grundlage der der Gesamtüberlieferung. De Gruyter, 1995, ISBN 978-3-110-13965-5
    - Rezension: Hans Ulrich Schmid in Zeitschrift für deutsches Altertum und deutsche Literatur, 125. Bd., H. 1 (1996), S. 106–108
- als Hrsg.: Deutscher Wortatlas. Band 21: Ortsregister und Ergänzungskarten. Schmitz, Gießen 1978.
- als Hrsg.: Deutscher Wortatlas. Band 22: Ortsregister und Ergänzungskarten. Schmitz, Gießen 1980, ISBN 978-3-87711-020-1
- als Hrsg. mit Hans Friebertshäuser: Sprache und Brauchtum. Bernhard Martin zum 90. Geburtstag. (Deutsche Dialektographie, Band 100) Elwert, Marburg 1980.
- als Hrsg. mit Ulrich Knoop: Brüder-Grimm-Symposion zur Historischen Wortforschung Beiträge zu der Marburger Tagung vom Juni 1985. De Gruyter, 1986, ISBN 978-3-110-10673-2
  - Der Wort- ,Schatz‘ des Summarium Heinrici. S. 40–58
- Typologie der arealen lexikalischen Gliederung deutscher Dialekte aufgrund des Deutschen Wortatlasses. In: Werner Besch et al. (Hrsg.): Dialektologie. Ein Handbuch zur deutschen und allgemeinen Dialektforschung. De Gruyter, Berlin und New York 1983, S. 1331–1367
- Summarium Heinrici: Der Rachinburgius ist ein Landrechter. In: Karl Hauck et al. (Hrsg.): Sprache und Recht. Beiträge zur Kulturgeschichte des Mittelalters. Festschrift für Ruth Schmidt-Wiegand zum 60. Geburtstag. De Gruyter, 1986, ISBN 978-3-110-10893-4, S. 246–262
- Dialektologie und Dialektlexikographie. Zum Stellenwert einer Subdisziplin. In: Hans Friebertshäuser et al. (Hrsg.): Lexikographie der Dialekte. Beiträge zu Geschichte, Theorie und Praxis. Max Niemeyer, 1986, ISBN 978-3-484-31059-9, S. 21–34
- Hundert Jahre Deutscher Sprachatlas in Marburg/Lahn 1888–1988. In: Zeitschrift für Dialektologie und Linguistik, 55. Jahrg., H. 2 (1988), S. 146–154
- als Hrsg. mit Horst H. Munske, Peter von Polenz, Oskar Reichmann: Deutscher Wortschatz: Lexikologische Studien. Ludwig Erich Schmitt zum 80. Geburtstag von seinen Marburger Schülern. De Gruyter, Berlin und Boston 1988, ISBN 978-3-11-084848-9
  - Germania Romana im Deutschen Wortatlas. II. Die Bezeichnungen der Patenschaft. S. 661–676
- Stopfen und Pfropfen. In: Zeitschrift für Dialektologie und Linguistik, 56. Jahrg., H. 2 (1989), S. 137–155
- Saure Trauben: Eine lexikographiekritische Studie. In: Albrecht Greule, Uwe Ruberg (Hrsg.): Sprache, Literatur, Kultur. Studien zur Geschichte im deutschen Süden und Westen. Wolfgang Kleiber zu seinem 60. Geburtstag gewidmet. Steiner, Stuttgart 1989, S. 47–55.
- Uuillechomô! Ekkehards IV. beliebte Grußformel. In: Harald Burger et al. (Hrsg.): Verborum Amor. Studien zur Geschichte und Kunst der deutschen Sprache. Festschrift für Stefan Sonderegger zum 65. Geburtstag. De Gruyter, 1992, ISBN 978-3-110-11682-3, S. 238–248
- Max Weinreich: Promotion Marburg 1923, Publikation Atlanta 1993. In: Heinrich Löffler et al. (Hrsg.): Texttyp, Sprechergruppe, Kommunikationsbereich. Studien zur deutschen Sprache in Geschichte und Gegenwart. Festschrift für Hugo Steger zum 65. Geburtstag. De Gruyter, 1994, ISBN 978-3-110-14305-8, S. 261–270
- als Hrsg. mit Ernst Bremer: Stand und Aufgaben der deutschen Dialektlexikographie: II. Brüder-Grimm-Symposion zur Historischen Wortforschung. Beiträge zu der Marburger Tagung vom Oktober 1992. De Gruyter, Berlin u. a. 1996, ISBN 3-11-014464-6
  - Summarium Heinrici: Das Lehrbuch der Hildegard von Bingen. S. 89–110
- Historische deutsche Wortgeographie und Dialektlexikographie. Eine Fallstudie zum Wortschatz der Hildegrad von Bingen. In: Dialectologia et Geolinguistica, Band 1998, Heft 6, S. 43–54
- Der Beitrag der Sprachgeographie zur Sprachgeschichtsforschung. In: Werner Besch et al. (Hrsg.): Sprachgeschichte. Ein Handbuch zur Geschichte der deutschen Sprache und ihrer Erforschung. 2. Auflage. De Gruyter, Berlin und New York 1998, S. 347–372
- Die pragmatische Zweisprachigkeit in den naturkundlichen Schriften der Hildegard von Bingen. In: Wolfgang Haubrichs, Heinrich Beck (Hrsg.): Theodisca. Beiträge zur althochdeutschen und altniederdeutschen Sprache und Literatur in der Kultur des frühen Mittelalters. Eine internationale Fachtagung in Schönbühl bei Penzberg vom 13. bis zum 16. März 1997. De Gruyter, 2000, ISBN  978-3-110-16316-2, S. 276–289
- Gesammelte Beiträge zur Germanistik. 2 Bände, zum 70. Geburtstag herausgegeben von Jürgen Erich Schmidt und Joachim Herrgen. Schmitz, Gießen 2003.
  - Rezension: Rudolf Bentzinger in Zeitschrift für deutsche Philologie, Ausgabe 3 (2006), S. 432–434
  - Rezension: Wolfgang Kleiber in Zeitschrift für Dialektologie und Linguistik, Bd. 75, H. 1 (2008), S. 102–105
- Das Elch-Kapitel in der „Physica“ der Hildegard von Bingen als stemmatologischer und wortgeschichtlicher Schlüsseltext. In: Zeitschrift für deutsche Philologie , Ausgabe 1 (2005), S. 63–75
- Physica, textkritische Edition in drei Bänden (2010–2014)
  - Bände 1 (Text) und 2 (Apparate) (mit Thomas Gloning): Physica. Liber subtilitatum diversarum naturarum creaturarum. De Gruyter, 2010, ISBN 978-3-11-021590-8
    - Rezension: Michael Embach in Zeitschrift für deutsches Altertum und deutsche Literatur, Bd. 139, H. 3 (2010), S. 380–384
    - Rezension: Debra L. Stoudt in Mediaevistik, Vol. 25 (2012), S. 405–407
    - Rezension: Christel Meier in Arbitrium, Band 34, Heft 2 (2016), S. 148–151

  - Band 3: Kommentiertes Register der deutschen Wörter. De Gruyter, 2014, ISBN 978-3-11-035326-6
    - Rezension: Jörg Riecke in Zeitschrift für deutsches Altertum und deutsche Literatur, Bd. 144, H. 3 (2015), S. 395–398
- Die ‘Physica’ Hildegards von Bingen in der spätmittelalterlichen Wissenstradition der Brüsseler Handschrift 2551.In: Zeitschrift für deutsches Altertum und deutsche Literatur, Bd. 145, H. 2 (2016), S. 176–215
- Die überlieferungsgeschichtliche Komplexität der 'Physica' Hildegards von Bingen. In: Zeitschrift für deutsches Alterthum und deutsche Litteratur, Bd. 147, Ausg. 2 (2018), S. 141–161

Des Weiteren veröffentlichte Reiner Hildebrandt zahlreiche Rezensionen in wissenschaftlichen Fachzeitschriften. Genannt seien beispielhaft:
- zu Werner Wegstein: Studien zum 'Summarium Heinrici'. Die Darmstädter Handschrift 6. In: Zeitschrift für deutsches Altertum und deutsche Literatur, 115. Bd., H. 3 (1986), S. 120–129
- zu Stefanie Stricker: Basel ÖBU. B IX 31. In: Zeitschrift für deutsches Altertum und deutsche Literatur, 119. Bd., H. 4 (1990), S. 470–483